# Suniops palawanus
Suniops palawanus es una especie de coleóptero de la familia Attelabidae.

## Subespecies
- Suniops palawanus azureus (Voss, 1933)

= Euops palawanus azurea Voss, 1933
- Suniops palawanus palawanus (Voss, 1924)

= Euops palawanus palawana Voss, 1924
= Euops palawanus tristicula Voss, 1933

## Distribución geográfica
Habita en Filipinas.